# Paris Basket Racing
Le Paris Basket Racing est un club de basket-ball français issu de la section basket du Racing Club de France, devenue Racing Paris Basket en 1989, PSG Racing Basket en 1992 (membre du PSG omnisports), et Paris Basket Racing en 2000. 
Champion de France en 1997, il a fusionné en 2007 avec le Levallois Sporting Club Basket pour donner naissance au Paris-Levallois Basket.

## Historique

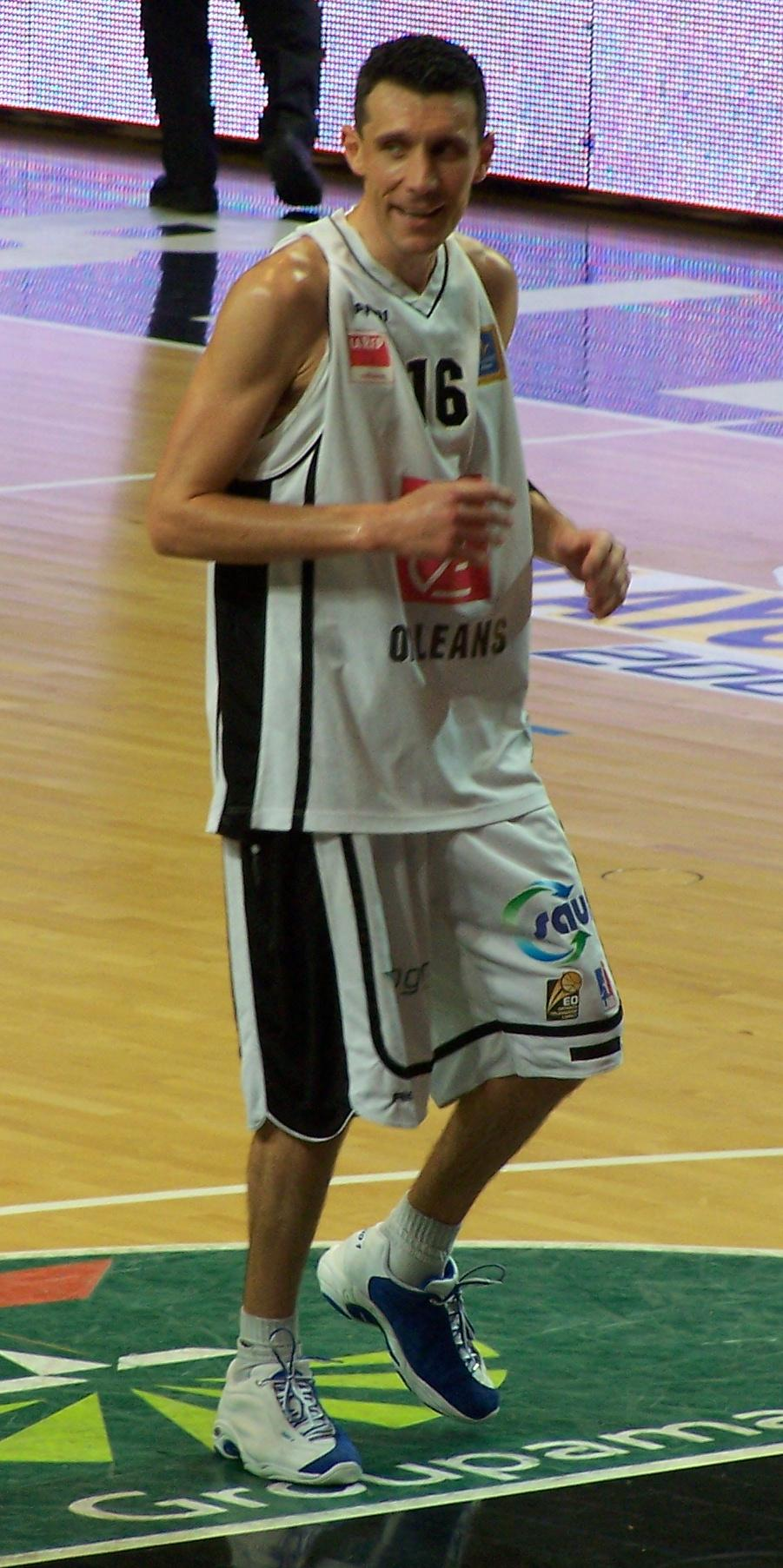
Laurent Sciarra, champion de France 1997

Le Paris Basket Racing est issu du plus vieux club omnisports de France : le Racing Club de France (RCF), créé en 1882 et dont la section basket voit le jour en 1922.
Après de nombreuses années au niveau régional, le RCF monte en puissance avec l’arrivée de grandes pointures du basket français, comme Jacques Freimuller, Robert Busnel ou encore Robert Monclar.
Les années 1950 sont l’apogée du club : le RCF est champion de France 3 fois en 4 ans, en 1951, 1953 et 1954. Mais cette période ne durera pas, et le club descend rapidement dans les catégories, jusqu’à se retrouver en Nationale 2 en 1963. Ont suivi de nombreuses années d’oscillations entre la Nationale 1 et la Nationale 2, avec plusieurs titres de Champion de France de Nationale 2.
L'équipe première masculine devient Racing Paris Basket en 1989, PSG Racing Basket en 1992 (adhère au PSG omnisports), puis Paris Basket Racing en 2000. Parallèlement, le basket masculin devient une association indépendante du RCF en 1992, et la section féminine de basket est toujours une des dix-sept sections sportives du Racing. 

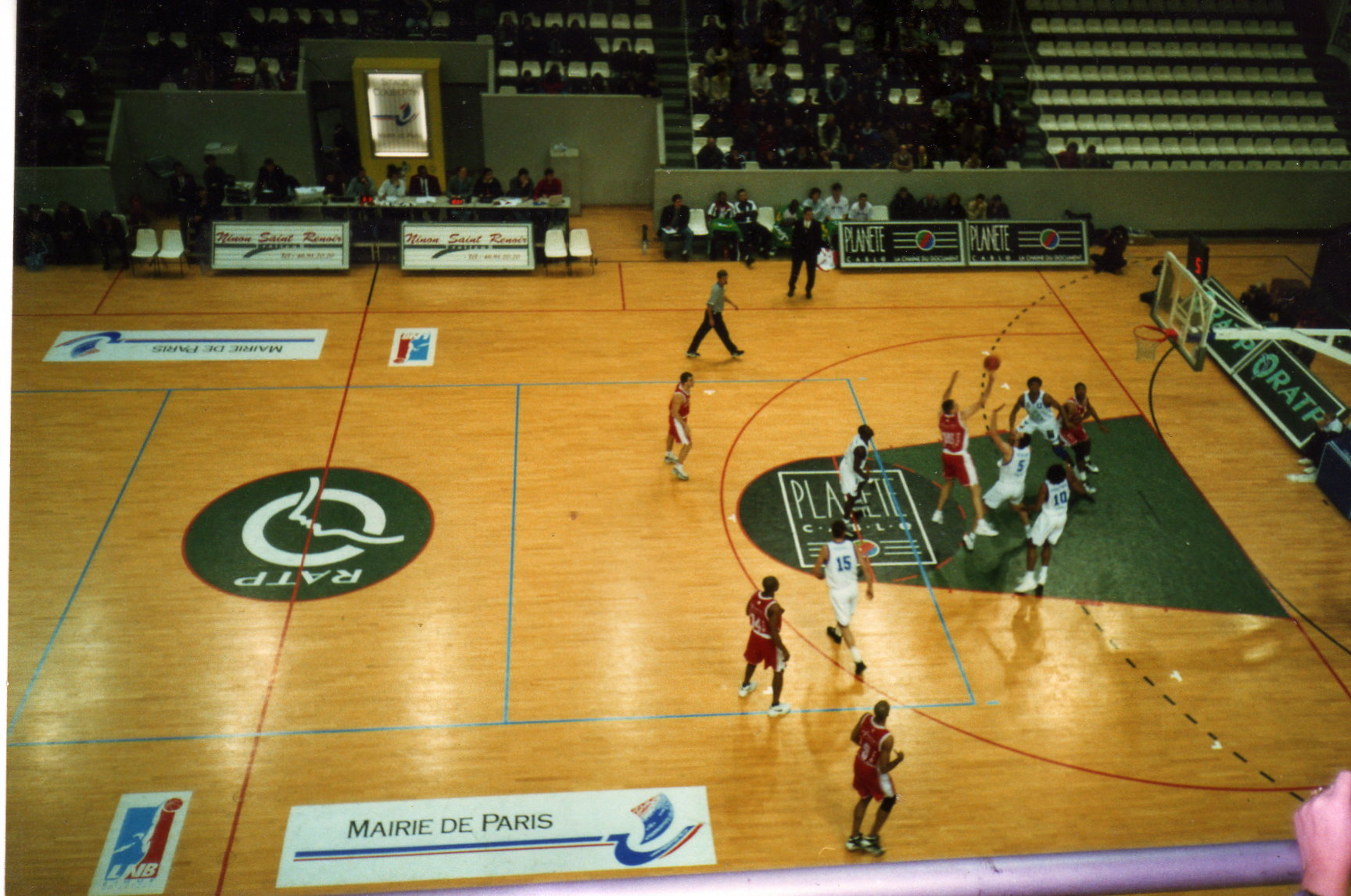
Paris Saint-Germain Racing Basket - Elan Chalon en 1997

Le PSG est champion en 1997 et accède aux demi-finales de la Coupe Saporta avec Richard Dacoury, venu du Limoges CSP. Le club gagne ainsi le droit de disputer l'Open McDonald's et d'y affronter la meilleure équipe de basket du monde du moment, les Chicago Bulls où les parisiens sont logiquement battus mais font bonne figure. Par la suite, le club de la capitale alterne le bon (participations en play off) mais connait une saison 2003-2004 compliquée durant laquelle il ne participe pas aux phases finales et termine 13e avec des joueurs tels que Laurent Sciarra, Éric Micoud, Thierry Gadou, etc.
Propriété du groupe Nicollin, il est cédé à un nouveau groupe d'investisseurs internationaux, emmenés par Tony Parker et présidé par son agent Mark Fleisher. Entrainé par Gordon Herbert, le club recrute de nombreux joueurs de qualité avec Oleksiy Petcherov, CC Harrison, John Linehan et TJ Parker en plus de Victor Samnick et Mamoutou Diarra. Le club est éliminé en 1/8e de finale de la coupe d'Europe FEL par le BC Kiev et éliminé au 1er tour des play off. Durant la saison suivante, le club termine 13e et en est à un virage de son histoire.
En 2006, un pool de cinq actionnaires, duquel Rigaudeau est vice-président, emmené par Essar Gabriel, qui avait géré le dossier de Paris 2012, a repris 80 % de parts actionnaires du Paris Basket Racing. Antoine Rigaudeau devient le directeur sportif du club.

En juin 2007, Le PBR et le Levallois Sporting Club Basket signent un protocole d'accord de rapprochement entre les deux clubs, donnant naissance au Paris-Levallois Basket qui évolue en Pro A à partir de la saison 2007-08.

## Couleurs et Logos

Logo du PSG Racing (1992-2000)
Logo du PBR (2000)
Logo du PBR (??)
Logo du PBR jusqu'en 2007

## Palmarès
depuis l'autonomie de la section basket-ball
- Champion de France : 1997
- Finaliste de la Coupe de France : 2000

## Noms successifs
- 1989 : Racing Paris Basket
- 1992 : Paris Saint-Germain Racing Basket
- 2000 : Paris Basket Racing

## Entraîneurs successifs
- 1989-1992 :  Gregor Beugnot et Laurent Bosq
- 1993-1997 :  Chris Singleton
- 1997 :  Jacky Renaud et Didier Dobbels
- 1997-1998 :  Božidar Maljković
- 2001-2002 :  Erik Lehmann
- 2002-2005 :  Jacques Monclar
- 2005-2006 :  Gordon Herbert
- 2006-2007 :  Ilías Zoúros

## Anciens joueurs
| - Franck Mériguet - Arsène Ade-Mensah - Nedeljko Ašćerić - Yann Bonato - Frédéric Forte - Richard Dacoury - Jurij Zdovc - Hervé Dubuisson - Dejan Koturovic |  | - Mamoutou Diarra - Freddy Hufnagel - Cyril Julian - Oleksiy Petcherov - JR Reid - Alfonso Reyes - Laurent Sciarra - Eric Struelens - Victor Samnick - Éric Micoud |  | - Terence Parker - Žarko Paspalj - Thierry Rupert - Tony Parker - Sedale Threatt - CC Harrison - John Linehan - Jean-Marc Sétier - Stephane Bouchardon - J. R. Sakuragi - Justin Maurel |  |  |